# Plavé Vozokany
Plavé Vozokany é um município da Eslováquia, situado no distrito de Levice, na região de Nitra. Tem 23,13 km² de área e sua população em 2018 foi estimada em 775 habitantes.

## Demografia
| Ano:        | 1994 | 2004   | 2014   | 2024   |
| ----------- | ---- | ------ | ------ | ------ |
| Broj ljudi: | 928  | 866    | 810    | 768    |
| Razlika:    |      | -6,68% | -6,46% | -5,18% |

| Ano:               | 2023 | 2024   |
| ------------------ | ---- | ------ |
| Número de pessoas: | 755  | 768    |
| Diferença:         |      | +1,72% |